# Jacques Wimpfeling
Jacques Wimpfeling (en allemand Jakob Wimpfeling, aussi Wimpfeling, Wympfeling) né le 27 juillet 1450 à Sélestat (Schlettstadt), mort le 15 novembre 1528 à Sélestat, était un humaniste, poète, pédagogue et historiographe alsacien.

## Biographie
Wimpfeling a commencé ses études à l'école de Ludwig Dringenberg à Schlestadt (actuelle Sélestat). Ensuite il a fait des études de philosophie et de théologie à partir de 1464 à Fribourg-en-Brisgau, à partir de 1466 à Erfurt et en 1469-70 à l'université de Heidelberg. Professeur depuis 1471, il devint doyen de l’université de Heidelberg en 1481. En 1484, il devint prédicateur à la cathédrale de Spire et retourna à Heidelberg comme professeur en 1498. À partir de 1500, il vécut à Strasbourg se consacrant à l'écriture, avant de retourner dans sa ville natale en 1515.
Avec sa Germania, écrit en 1501, Wimpfeling passe pour le fondateur de l’historiographie nationale allemande. Il essaye d’y prouver l’égalité du passé allemand envers les humanistes italiens et français, ce qui le menait à des interprétations exagérées des sources. Ceci causa une dispute avec le théologien Thomas Murner de Strasbourg.

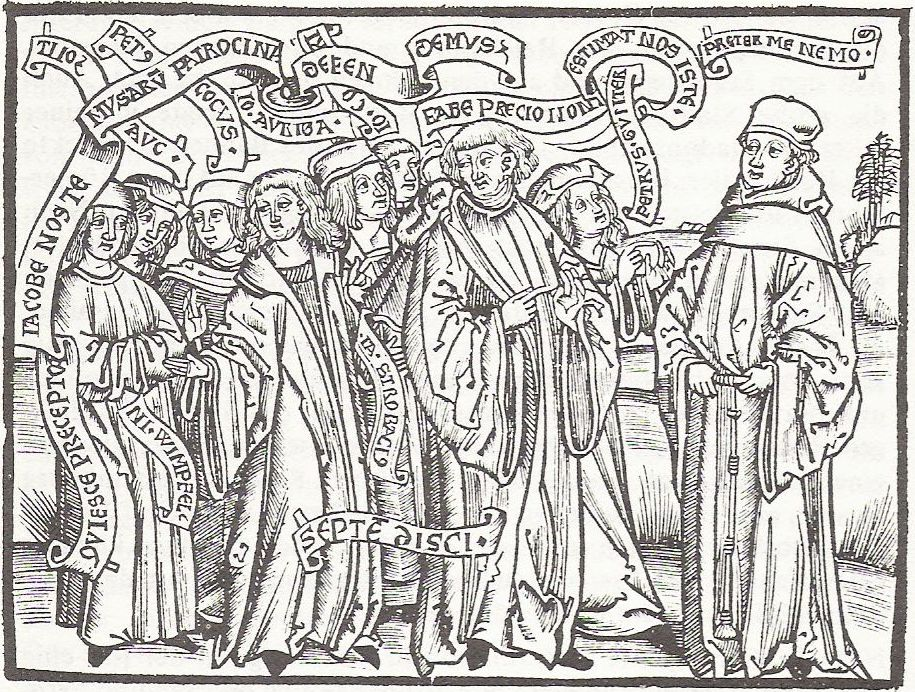
Wimpfeling et ses élèves débattant avec Thomas Murner

Wimpfeling s'est opposé au franciscain strasbourgeois Thomas Murner à propos de Charlemagne. Dans sa Germania publiée en 1501, Wimpfeling soutenait que les Allemands s'étaient installés de date immémoriale sur la rive gauche du Rhin et que, par voie de conséquence, les prétentions françaises sur cette zone étaient sans fondement. Il soutenait également, que Charlemagne était allemand. Thomas Murner lui a répondu dans sa Germania Nova, publiée en août 1502, que Charlemagne, au contraire, était français, comme la rive gauche du Rhin l'avait jadis été, sans toutefois défendre les intérêts de la France, écrivant même en des termes plus catégoriques que Wimpfeling : « Deus offenditur, ubi Argentina a Gallis repetitur » (fr. « Dieu est offensé quand Strasbourg est par les Français revendiquée »).

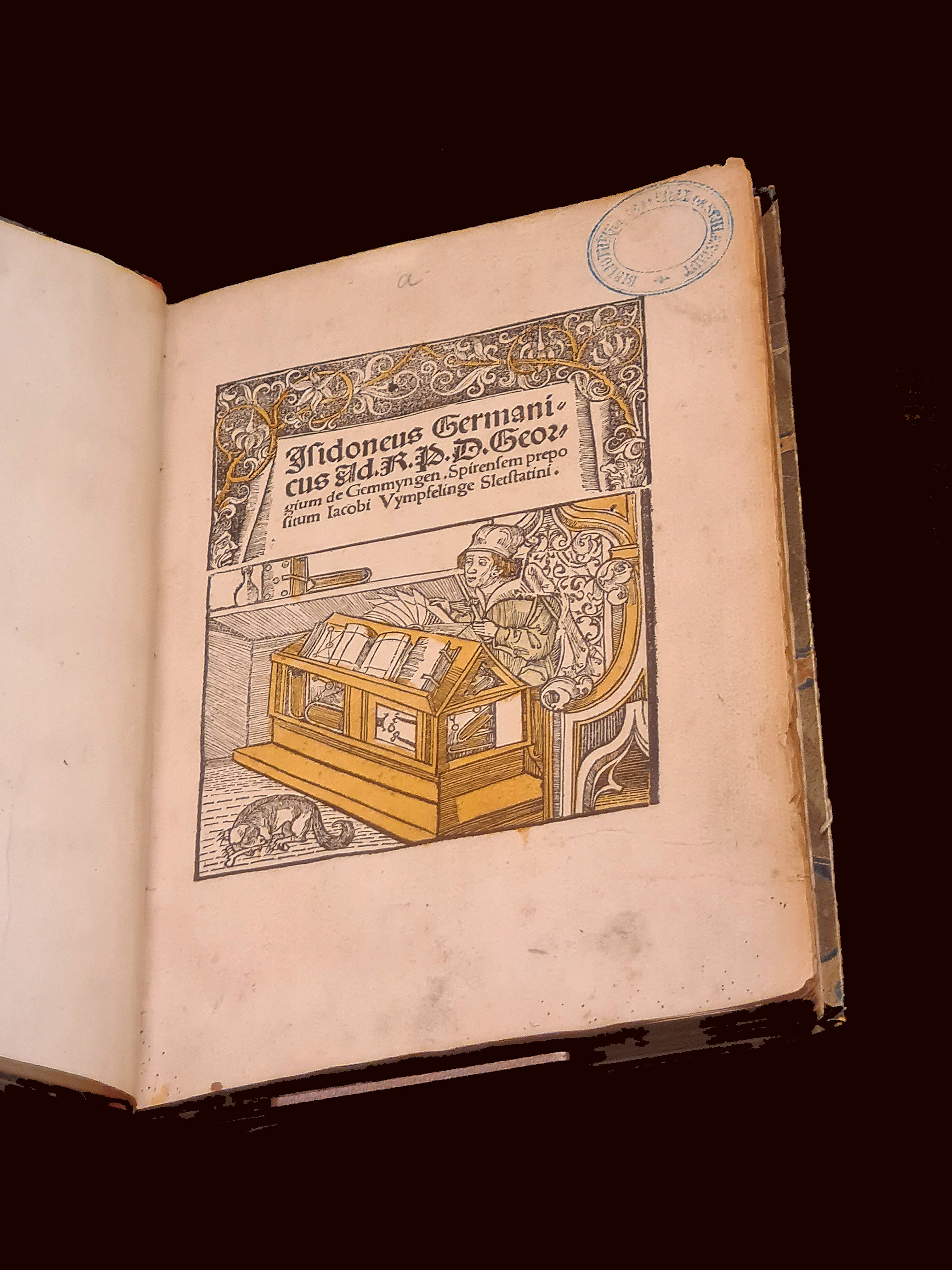
Isidoneus germanicus (1497).

Avec Johannes Reuchlin, il est le premier poète du drame humaniste allemand. Avec les écrits De integritate, Isidoneus germanicus, Diatriba de proba puerorum institutione et Adolescentia il avait une influence considérable sur la pédagogie de son temps.
Favorable aux idées de Martin Luther au début, il soutint plus tard un humanisme catholique, tout en critiquant fortement la sécularisation du clergé.
Il existe une rue Wimpheling à Strasbourg, une rue Wimpfeling à Colmar, ainsi qu'une rue et une école Wimpfeling à Sélestat.

## Œuvres
- Stylpho, 1480 (imprimé en 1494)
- Vita sancti adelphi, vers 1500
- Germania, 1501
- Epitome rerum Germanicarum usque ad nostra tempora, écrit en 1502 dont la version imprimée parait à Strasbourg en 1505, petit manuel sur les différentes inventions et personnalités faisant la renommée du Saint-Empire romain germanique[3].
- Gravamina, 1520